# Philipp Albrecht Herzog von Württemberg

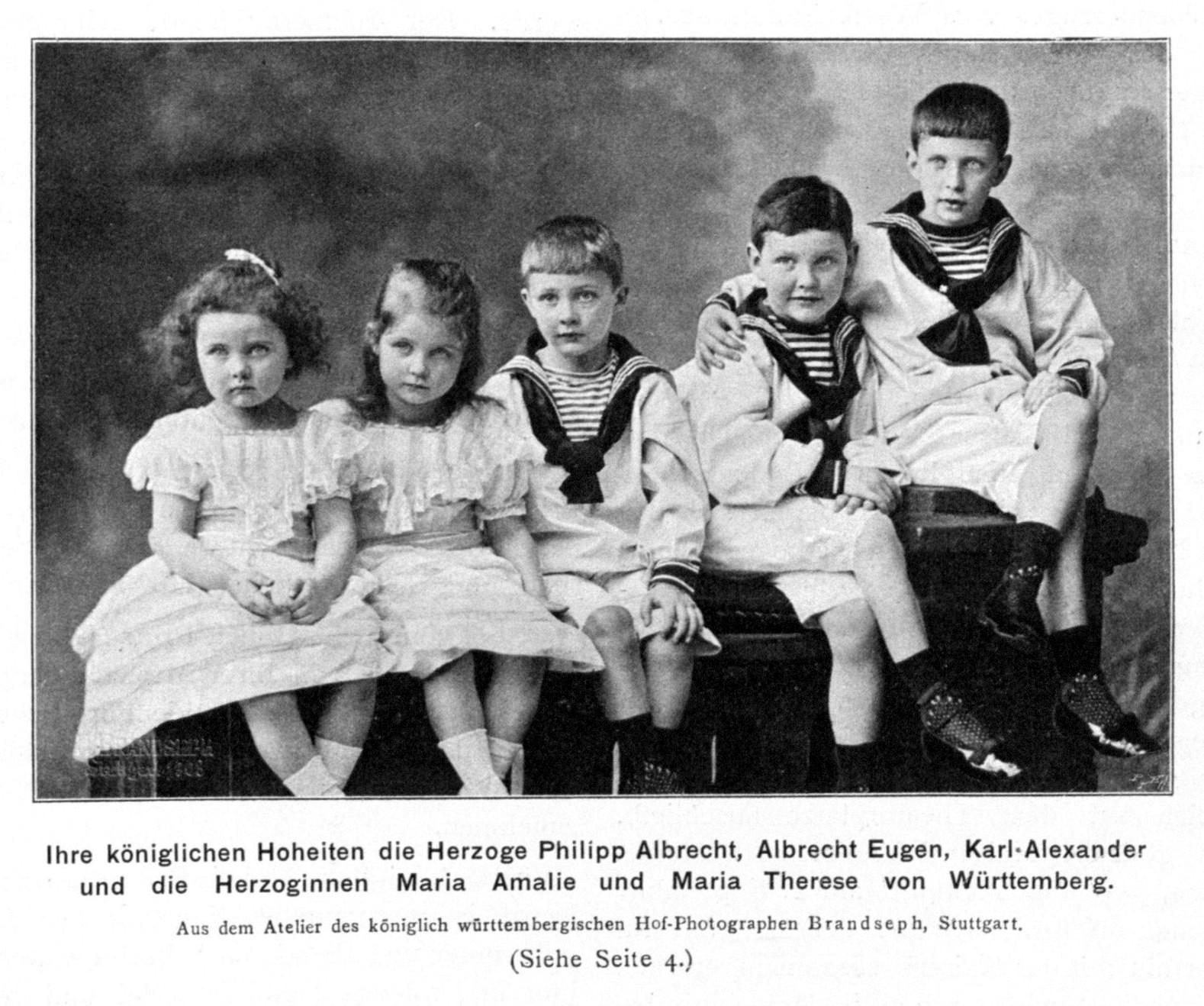
Philipp Albrecht von Württemberg (als erster von rechts) mit seinen Geschwistern im Jahre 1903

Georg Philipp Albrecht Carl Maria Joseph Ludwig Hubertus Stanislaus Leopold Herzog von Württemberg (* 14. November 1893 in Stuttgart; † 15. April 1975 in Ravensburg) war von 1939 bis zu seinem Tod Chef des Hauses Württemberg.

## Leben
Philipp war der älteste Sohn des Herzogs Albrecht von Württemberg und seiner Frau, der Erzherzogin Margarete Sophie von Österreich. Philipp Albrecht besuchte das Stuttgarter Eberhard-Ludwigs-Gymnasium und studierte zwei Semester Rechtswissenschaften in Tübingen, bevor er 1912 als Leutnant in das Grenadier-Regiment „Königin Olga“ (1. Württembergisches) Nr. 119 eintrat.
Im Ersten Weltkrieg kämpfte er im Dragoner-Regiment „König“ (2. württembergisches) Nr. 26 an der Ost- und Westfront sowie in Serbien. Für sein Wirken erhielt Philipp Albrecht neben beiden Klassen des Eisernen Kreuzes am 21. Mai 1915 das Ritterkreuz des Militärverdienstordens. Er avancierte bis Ende August 1917 zum Major und schied nach der Novemberrevolution 1918 aus dem aktiven Militärdienst aus. An die Universität Tübingen zurückgekehrt, beendete er sein Studium im Jahr 1925 mit der Promotion zum Dr. iur. Dem Thronverzicht des Königs Wilhelm II. von Württemberg vom 30. November 1918 schloss er sich ebenso wenig wie sein Vater an. Da er als künftiger Thronfolger erzogen worden war, blieb er zeitlebens ein überzeugter Monarchist.

## Zeit des Nationalsozialismus
Da er das NS-Regime ablehnte und im November 1933 den Wahlen ferngeblieben war, zog er sich die Feindschaft der NS-Machthaber zu. Sein Bruder Carl Alexander, der als „Pater Odo“ Benediktinermönch geworden war, musste noch 1933 aus Furcht vor Repressalien Deutschland verlassen, emigrierte 1940 in die USA und engagierte sich dort in verschiedenen karitativen Organisationen. Auch um die Rettung von verfolgten Juden machte sich Pater Odo verdient.
Als sich Philipp Albrecht 1934 weigerte, an seinem Wohnhaus, dem damaligen Kronprinzenpalais Stuttgart, die Hakenkreuz-Fahne zu hissen, wurde er gezwungen, mit seiner Familie Stuttgart zu verlassen. Im Zufluchtsort Altshausen übernahm er, der seit dem Tode seines Vaters im Jahre 1939 Chef des Hauses Württemberg war, die Verwaltung des umfangreichen Grundbesitzes seiner Familie und des Wirtschaftsunternehmens Hofkammer des Hauses Württemberg.
Aufgrund seiner stringenten Haltung zum Nationalsozialismus und seiner anhaltenden monarchistischen Einstellung wurde Philipp auch für eine mögliche Rolle nach einem Sturz Hitlers vorgesehen. Die anfänglichen Umsturzpläne der Gruppe um Carl Friedrich Goerdeler sahen noch Pläne zur Einschränkungen Hitlers Macht und eine Neugestaltung des Staates ohne ein Attentat vor, weshalb der Widerstandskämpfer und Verbindungsmann Friedrich von Rabenau Philipp bzgl. der Übernahme einer späteren führenden Rolle in Deutschland ansprach.

## Nachkriegszeit
Im Nachkriegsdeutschland wurde ihm in Württemberg wieder hohes Ansehen entgegengebracht. 1965 stiftete Philipp Albrecht das Feldzeichen des Landesverbandes der Bürgerwehren und Stadtgarden Württemberg-Hohenzollern. Zudem war er sozial sehr engagiert.
Nach seinem Tod wurde er in der Familiengruft in Altshausen beigesetzt. Wegen des Verzichts seines ältesten Sohnes Ludwig (1930–2019) auf seine Zugehörigkeit zum Haus in den Jahren 1959 und 1960 folgte ihm 1975 sein jüngerer Sohn Carl als Chef des Hauses Württemberg.

## Familie
1923 heiratete Philipp Albrecht in Altshausen Helene von Österreich. Sie starb bereits im folgenden Jahr an den Folgen der Geburt ihrer einzigen Tochter:
- Marie Christine (* 1924) ⚭ 23. September 1948 Prinz Georg Hartmann von und zu Liechtenstein (1911–1988).[5]

1928 heiratete er in Friedrichshafen Rosa von Österreich, die Schwester seiner verstorbenen ersten Frau. Aus dieser zweiten Ehe entstammen zwei Söhne und vier Töchter:
- Helene (1929–2021) ⚭ 22. August 1961 Federico Pallavicini
- Ludwig (1930–2019[6]) ⚭ 16. Februar 1960 Adelheid Freiin von und zu Bodman, ⚭ 14. August 1972 Angelika Kiessig, verzichtete am 29. Juni 1959 für sich und seine Nachkommen auf etwaige Thronrechte und Mitgliedschaft zum ehemals königlichen Haus Württemberg
- Elisabeth (1933–2022) ⚭ 18. Juli 1958 Antoine von Bourbon-Sizilien (1929–2019)
- Marie Therese (* 1934) ⚭ 5. Juli 1957 Henri d’Orléans, geschieden 1984, seit der Scheidung wird sie in ihren Kreisen „Herzogin von Montpensier“ genannt
- Carl Herzog von Württemberg (1936–2022) ⚭ 21. Juli 1960 Diane d’Orléans
- Marie Antoinette (1937–2004).

## Ehrungen
- 1963 Verleihung des Piusordens 1. Klasse
- Ehrenbürger von Altshausen
- Ehrenmitglied des Vereins für Geschichte des Bodensees und seiner Umgebung (1968)[8]
- Ehrenmitglied des Schwäbischen Heimatbundes (1964)[9]
- Herzog-Philipp-Verbandsschule in Altshausen